# روبرت باول (لاعب كرة قدم)
روبرت باول (بالألمانية: Robert Paul)‏ (17 أكتوبر 1984 بزومردا في ألمانيا - ) هو لاعب كرة قدم ألماني في مركز الدفاع. لعب مع فيهين فيسبادن وكارل زايس يينا وSV Wacker Burghausen ‏ وFSV Zwickau ‏ وفيردر بريمن 2 ‏ وSV Babelsberg 03 ‏ ونادي إلفرسبيرغ.

## وصلات خارجية
- روبرت باول على موقع قاعدة بيانات كرة القدم.إي يو (الإنجليزية)
- روبرت باول على موقع بيانات كرة القدم. دي إي (الألمانية)
- روبرت باول على موقع عالم كرة القدم.نت (الإنجليزية)